# NGC 838
NGC 838 é uma galáxia lenticular (S0) localizada na direcção da constelação de Cetus. Possui uma declinação de -10° 08' 45" e uma ascensão recta de 2 horas, 9 minutos e 38,4 segundos.
A galáxia NGC 838 foi descoberta em 28 de Novembro de 1785 por William Herschel.